# Diplodus cervinus omanensis
Diplodus cervinus omanensis es una especie de peces de la familia Sparidae en el orden de los Perciformes.

## Morfología
• Los machos pueden llegar alcanzar los 30 cm de longitud
total.

## Distribución geográfica
Se encuentra en las  costas occidentales del Océano Índico (sur de Omán ).